# Johnstonella racemosa
Johnstonella racemosa är en strävbladig växtart som beskrevs av A. Brand. Johnstonella racemosa ingår i släktet Johnstonella och familjen strävbladiga växter. Inga underarter finns listade i Catalogue of Life.